# Cavareno
Cavareno é uma comuna italiana da região do Trentino-Alto Ádige, província de Trento, com cerca de 909 habitantes. Estende-se por uma área de 9,00 km², tendo uma densidade populacional de 101,00 hab/km². Faz divisa com Sarnonico, Caldaro sulla Strada del Vino (BZ), Ruffré-Mendola, Amblar e Romeno.